# Ambedkar Samaj Party
Ambedkar Samaj Party är ett politiskt parti i Indien som kämpar för daliternas rättigheter. Partiet är motståndare till hindunationalismen, som man ser som representant för en högkastig minoritet. ASP anser att Bahujan Samaj Party förrått daliterna genom sin allians med BJP. Partiets ledare heter Tej Singh.
Singh är också commander-in-chief för Bahujan Swayam Sewak Sanghathan, en militant dalitorganisation. BSS grundades 1995.
I valet till Lok Sabha 2004 hade ASP lanserat nio kandidater från Uttar Pradesh. Tej Singh var kandidat från Aligarh och fick 1 054 röster (0,17%).